# Pteralopex flanneryi
Pteralopex flanneryi es una especie de murciélago de la familia Pteropodidae. Vive en Papúa Nueva Guinea y en las Islas Salomón. Su hábitat natural son los bosques maduros de llanura. Está amenazada por la caza y la deforestación.